# Sravaka
Sravaka är en term på sanskrit som betyder "lyssnare", som används för att benämna Buddhas direkta lärjungar som "lyssnade" på hans lära.
I mahayana används termen nedvärderande för att referera till personer som söker efter arahantskap för att befria sig själva från lidandet (det vill säga theravada och övriga hinayana), vilket anses underlägset bodhisattvorna, som istället strävar mot buddhaskap för att befria alla medvetna varelser från lidandet. Det är dock inte klarlagt inom mahayana huruvida sravakor till slut blir bodhisattvor och sedan buddhor eller inte. Enligt vissa sutror sägs de göra detta, som i saddharmapundarikasutra, där Buddha avger en profetia om många sravakors framtida buddhaskap.